# Dennis Miller Bunker
Pour les articles homonymes, voir Bunker.
Dennis Miller Bunker (6 novembre 1861–28 décembre 1890) est un peintre impressionniste américain. Ses œuvres se composent de portraits et de paysages.

## Biographie
Il étudie la peinture à New York à la National Academy of Design and the Art Student Ligue. En 1882, il arrive à Paris et continue sa formation à l’École des Beaux-Arts avec comme professeurs Ernest Hébert et Jean-Léon Gérôme. Il se met à la peinture de paysage et est l'un des premiers peintres américains à intégrer la technique impressionniste. Accompagné des peintres américains Kenneth R. Cranford et Charles Adams Platt, il passe l'été 1884 à Larmor-Plage en Bretagne, peignant les paysages. Il rentre à New York en 1885, travaille à Boston et se lie avec le peintre John Singer Sargent.
Il est considéré comme l'un des peintres américains majeurs du XIXe siècle, ami de nombre de grands artistes de cette époque. Il meurt à 29 ans de méningite.

## Œuvres

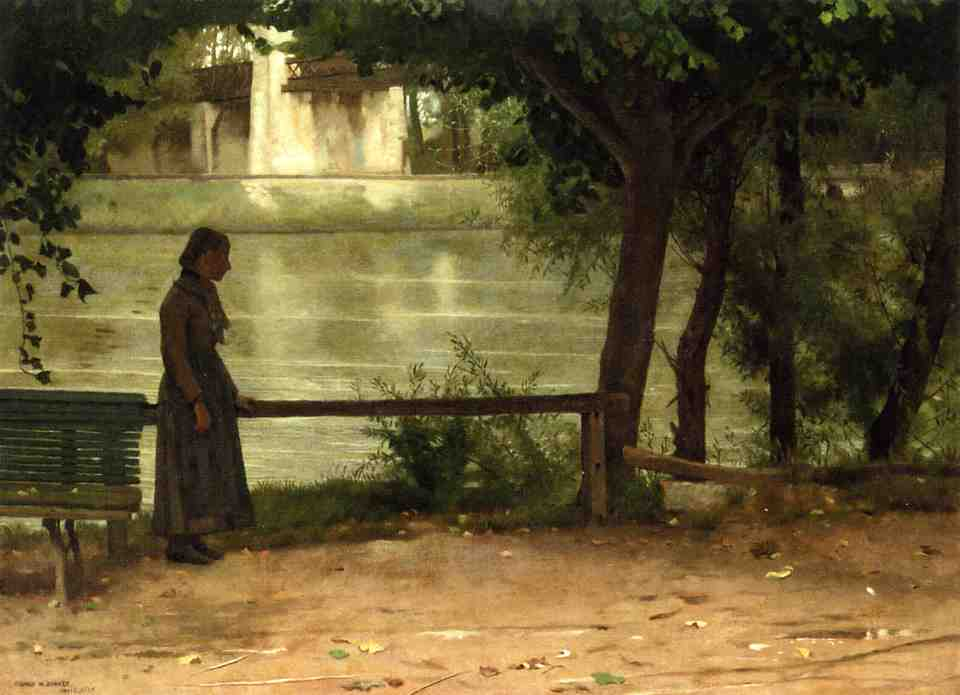
Les bords de l'Oise, 1883, collection particulière.
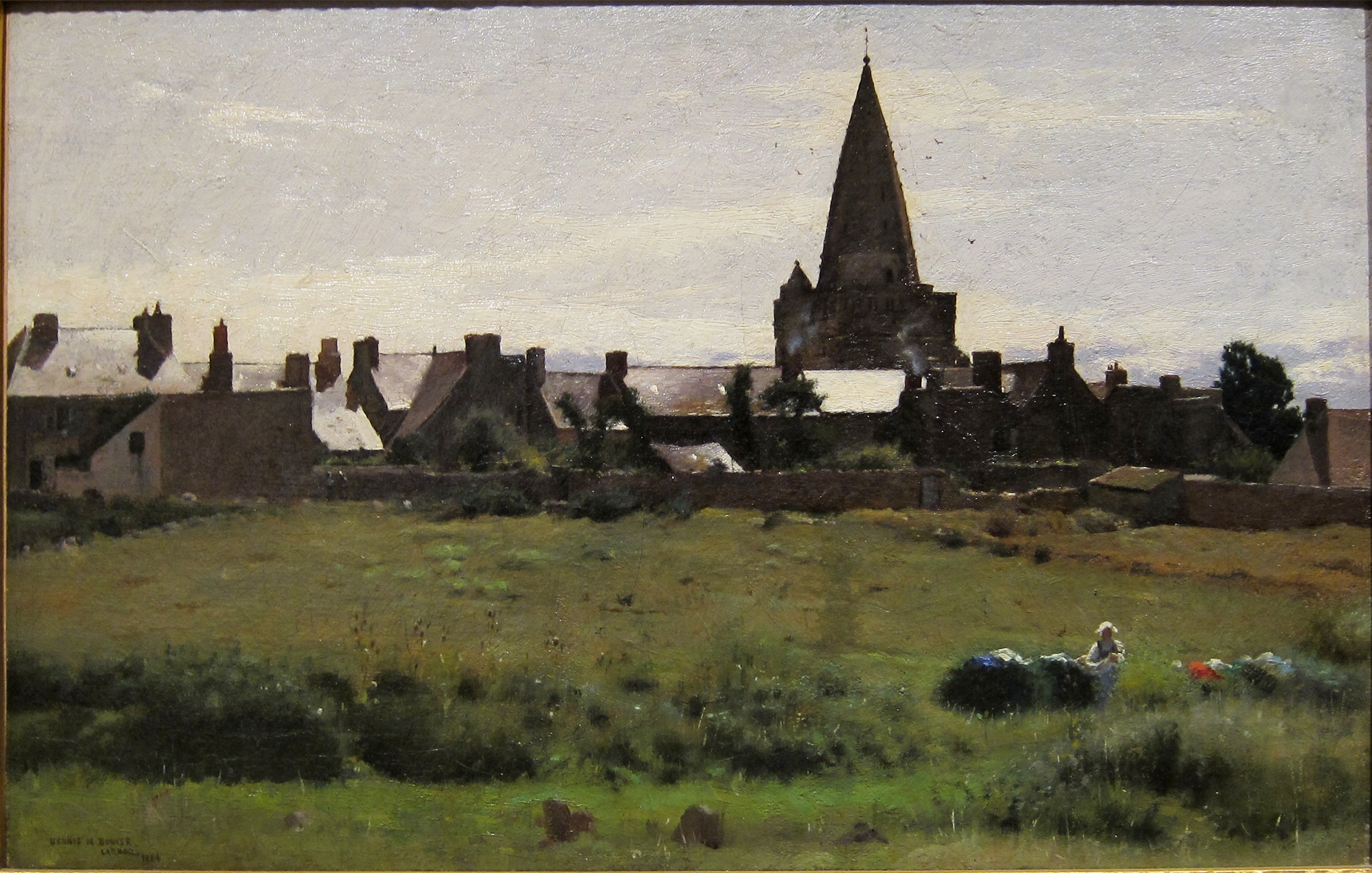
Dennis Miller Bunker : Ville bretonne au petit matin, Larmor (1884, Art Institute of Chicago)
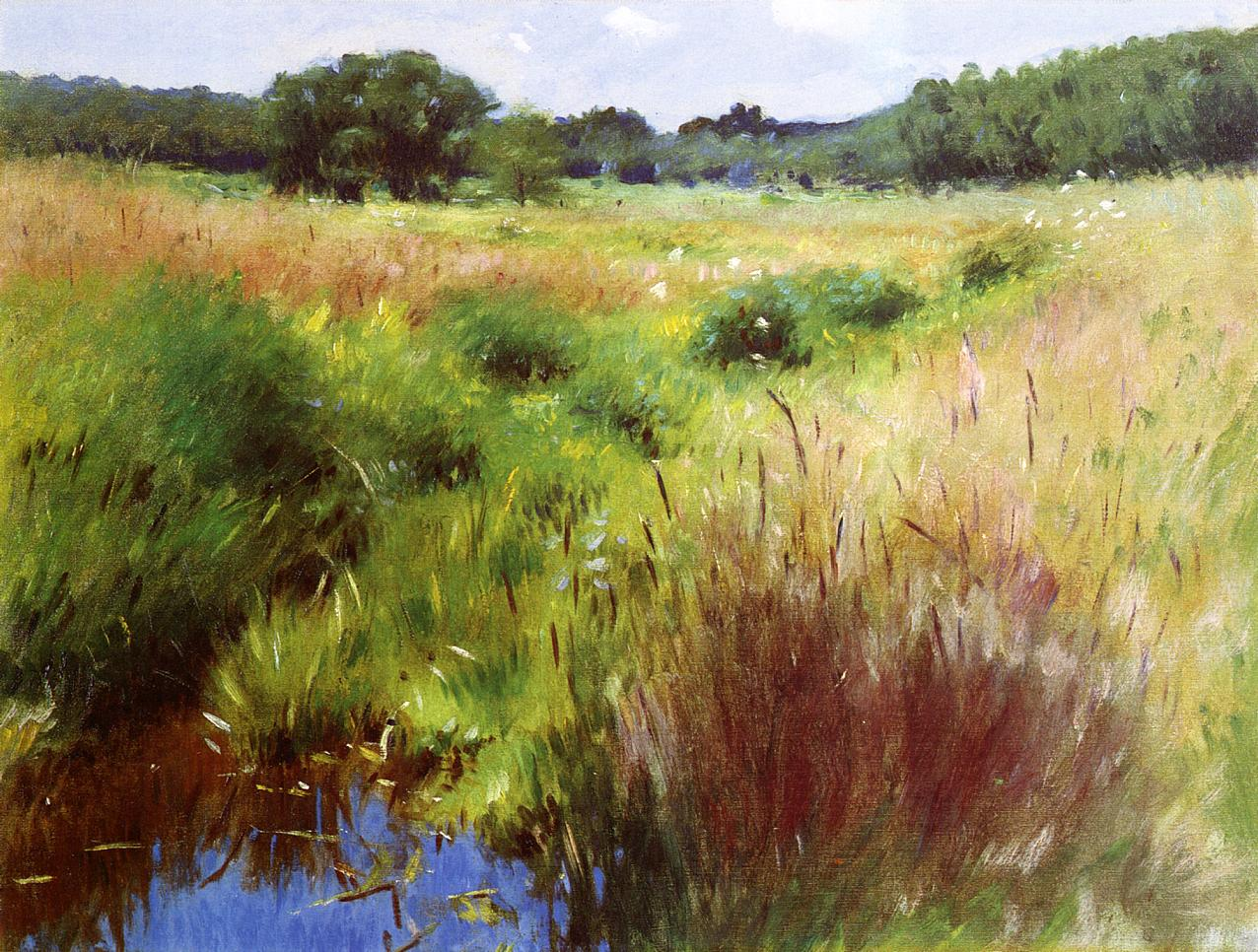
Marshland, Medfield, 1890, collection particulière.

## Source
- (en) Erica E. Hirshler, Dennis Miller Bunker: American Impressionist, Museum of Fine Arts, Boston, 1994.  (ISBN 9780878464234)